# Szovjet sakkbajnokság
A Szovjetunió sakkbajnoksága 1920−1991 között került megrendezésre. Különösen 1945 után minden idők legerősebb nemzeti bajnokságának számított, amelyen nyolc világbajnok és négy világbajnoki döntős szerzett az évek során bajnoki címet.
A bajnokságot a Szovjetunió Sakkszövetsége szervezte. A 35. és az 58. bajnokság kivételével (amikor svájci rendszerben került lebonyolításra), körmérkőzés keretében dőlt el a bajnoki cím sorsa. A Szovjetunió felbomlása miatt az utolsó szovjet sakkbajnokságot 1991-ben rendezték.
A legtöbb szovjet bajnoki címet szerezték:
- Hat bajnoki cím: Mihail Botvinnik, Mihail Tal
- Négy bajnoki cím: Tigran Petroszján, Viktor Korcsnoj, Alekszandr Beljavszkij
- Három bajnoki cím: Paul Keres, Leonyid Stejn, Lev Polugajevszkij, Anatolij Karpov

A szovjet bajnokságoknak magyar vonatkozásai is vannak. Az akkor a Szovjetunióban élő és szovjet állampolgársággal is rendelkező Lilienthal Andor 1940-ben bajnoki címet szerzett, míg Csernyin Alexander 1985-ben, akkor még szovjet állampolgárként (1992 óta magyar állampolgár) holtversenyben végezve az 1−3. helyen bronzérmet szerzett.
| Ssz. | Dátum                         | Helyszín          | Érmesek                                                                         | Link | Megjegyzés |
| ---- | ----------------------------- | ----------------- | ------------------------------------------------------------------------------- | ---- | --- |
| 1    | 1920. okt. 4−24.              | Moszkva           | 1. Alekszandr Aljechin 2. Pjotr Romanovszkij 3. Grigorij Levenfis               |      | A verseny az első össz-orosz sakkolimpiaként lett meghirdetve, később nevezték el 1. szovjet sakkbajnokságnak. |
| 2    | 1923. júl. 8−24.              | Petrográd         | 1. Pjotr Romanovszkij 2. Grigorij Levenfis 3. Fjodor Bogatircsuk                |      | |
| 3    | 1924. aug 23− szept. 15.      | Moszkva           | 1. Jefim Bogoljubov 2. Pjotr Romanovszkij 3. Fjodor Bogatircsuk                 |      | |
| 4    | 1925. aug. 11− szept. 6.      | Leningrád         | 1. Jefim Bogoljubov 2. Grigorij Levenfis 3. Ilja Rabinovics                     |      | |
| 5    | 1927. szept. 26− okt. 25.     | Moszkva           | 1−2. Fjodor Bogatircsuk 1−2. Pjotr Romanovszkij 3. Fjodor Duz-Hotyimirszkij     |      | Mindkét versenyzőt bajnoknak nyilvánították. (Bogatircsuk 1948-ban Kanadába emigrált, ekkor összes eredményét törölték a szovjet versenyekről.) Mihail Botvinnik ekkor játszott először a szovjet bajnokság döntőjében, és az 5. helyet szerezte meg. |
| 6    | 1929. szept. 2−20.            | Odessza           | 1. Borisz Verlinszkij 2. Szergej Frejman 3. Ilja Kan                            |      | A versenyen 36-an indultak 4 selejtező csoportban és két elődöntő után alakult ki a négyes döntő mezőnye. |
| 7    | 1931. okt. 10− nov. 11.       | Moszkva           | 1. Mihail Botvinnik 2. Nikolaj Rjumin 3. Borisz Verlinszkij                     |      | Mihail Botvinnik első szovjet bajnoki címe |
| 8    | 1933. aug. 16− szept. 9.      | Leningrád         | 1. Mihail Botvinnik 2. Vlagyimir Alatorcev 3. Grigorij Levenfis                 |      | |
| 9    | 1934. dec. 7− 1935. jan. 2.   | Leningrád         | 1−2. Grigorij Levenfis 1−2.Ilja Rabinovics 3. Fjodor Bogatircsuk                |      | Mindkét versenyző bajnoki címet kapott.[1] |
| 10   | 1937. ápr. 12– máj. 14.       | Tbiliszi          | 1. Grigorij Levenfis 2. Vjacseszlav Ragozin 3. Alekszandr Konsztantyinopolszkij |      | |
| 11   | 1939. ápr. 15– máj. 16.       | Leningrád         | 1. Mihail Botvinnik 2. Alekszandr Kotov 3. Szergej Belavenyec                   |      | |
| 12   | 1940. szept. 5– okt. 3.       | Moszkva           | 1. Lilienthal Andor 2. Igor Bondarevszkij 3. Vaszilij Szmiszlov                 |      | |
|      | 1941. márc. 23− ápr. 29.      | Leningrád/Moszkva | 1. Mihail Botvinnik 2. Paul Keres 3. Vaszilij Szmiszlov                         |      | Abszolút bajnokság |
| 13   | 1944. máj. 21– jún. 17.       | Moszkva           | 1. Mihail Botvinnik 2. Vaszilij Szmiszlov 3. Iszaak Boleszlavszkij              |      | |
| 14   | 1945. jún. 1– júl. 3.         | Moszkva           | 1. Mihail Botvinnik 2. Iszaak Boleszlavszkij 3. David Bronstejn                 |      | |
| 15   | 1947. febr. 2– márc. 8.       | Leningrád         | 1. Paul Keres 2. Iszaak Boleszlavszkij 3. Igor Bondarevszkij                    |      | |
| 16   | 1948. nov. 10– dec. 13.       | Moszkva           | 1−2. David Bronstejn 1−2.Alekszandr Kotov 3. Szemjon Furman                     |      | Mindkét versenyző bajnoki címet kapott. |
| 17   | 1949. okt. 16– nov. 20.       | Moszkva           | 1−2. David Bronstejn 1−2. Vaszilij Szmiszlov 3. Jefim Geller                    |      | Mindkét versenyző bajnoki címet kapott. |
| 18   | 1950. nov. 10– dec. 12.       | Moszkva           | 1. Paul Keres 2. Iszaak Lipnyickij 3. Alekszandr Tolus                          |      | |
| 19   | 1951. nov. 11– dec. 14.       | Moszkva           | 1. Paul Keres 2. Tigran Petroszján 3. Jefim Geller                              |      | |
| 20   | 1952. nov. 29– dec. 29.       | Moszkva           | 1. Mihail Botvinnik 2. Mark Tajmanov 3. Jefim Geller                            |      | A bajnoki cím sorsa páros mérkőzésen dőlt el, amelyet Botvinnik 3,5−2,5 arányban nyert meg Tajmanov ellen.[2] |
| 21   | 1954. jan. 7– febr. 7.        | Kijev             | 1. Jurij Averbah 2. Mark Tajmanov 3. Viktor Korcsnoj                            |      | |
| 22   | 1955. febr. 11– márc. 15.     | Moszkva           | 1. Jefim Geller 2. Vaszilij Szmiszlov 3. Georgij Ilivickij                      |      | A bajnoki címért játszott páros mérkőzést Geller 4−3-ra yerte Szmiszlov ellen.[3] |
| 23   | 1956. jan. 10– febr. 15.      | Leningrád         | 1. Mark Tajmanov 2. Jurij Averbah 3. Borisz Szpasszkij                          |      | Az élen hármas holtverseny alakult ki, amelyben a végső sorrendet hármójuk között rájátszás döntötte el. |
| 24   | 1957. jan. 20– febr. 22.      | Moszkva           | 1. Mihail Tal 2. Paul Keres 3. David Bronstejn                                  |      | |
| 25   | 1958. jan. 12– febr. 14.      | Riga              | 1. Mihail Tal 2. Tigran Petroszján 3. David Bronstejn                           |      | |
| 26   | 1959. jan. 9– febr. 11.       | Tbiliszi          | 1. Tigran Petroszján 2. Mihail Tal 3. Borisz Szpasszkij                         |      | |
| 27   | 1960. jan. 26– febr. 26.      | Leningrád         | 1. Viktor Korcsnoj 2. Tigran Petroszján 3. Jefim Geller                         |      | |
| 28   | 1961. jan. 11– febr. 11.      | Moszkva           | 1. Tigran Petroszján 2. Viktor Korcsnoj 3. Leonyid Stejn                        |      | |
| 29   | 1961. nov. 16– dec. 12.       | Baku              | 1. Borisz Szpasszkij 2. Lev Polugajevszkij 3. David Bronstejn                   |      | |
| 30   | 1962. nov. 21– dec. 20.       | Jereván           | 1. Viktor Korcsnoj 2. Mihail Tal 3. Mark Tajmanov                               |      | |
| 31   | 1963. nov. 23– dec. 27.       | Leningrád         | 1. Leonyid Stejn 2. Borisz Szpasszkij 3. Ratmir Holmov                          |      | Az élen hármas holtverseny alakult ki, a végső sorrend rájátszásban dőlt el. |
| 32   | 1964. dec. 25– 1965. jan. 27. | Kijev             | 1. Viktor Korcsnoj 2. David Bronstejn 3. Mihail Tal                             |      | |
| 33   | 1965. nov. 21– dec. 24.       | Tallinn           | 1. Leonyid Stejn 2. Lev Polugajevszkij 3. Mark Tajmanov                         |      | |
| 34   | 1966. dec. 28– 1967. febr. 2. | Tbiliszi          | 1. Leonyid Stejn 2. Jefim Geller 3. Ajvarsz Gipszlisz                           |      | |
| 35   | 1967. dec. 7–26.              | Harkov            | 1−2. Lev Polugajevszkij 1−2. Mihail Tal 3. Jevgenyij Vaszjukov                  |      | A versenyt 126 résztvevővel svájci rendszerben rendezték meg. Mindkét versenyző bajnoki címet kapott. |
| 36   | 1968. dec. 30– 1969. febr. 1. | Alma-Ata          | 1. Lev Polugajevszkij 2. Alekszandr Zajcev 3. Anatolij Lutyikov                 |      | A bajnoki címért a rájátszásban Polugajevszkij 3,5−2,5 arányban győzött Zajcev ellen.[4] |
| 37   | 1969. szept. 6– okt. 12.      | Moszkva           | 1. Tigran Petroszján 2. Lev Polugajevszkij 3. Mark Tajmanov                     |      | A bajnoki címért folyó rájátszásban Petroszján 3,5−1,5-re nyert Polugajevszkij ellen.[5] |
| 38   | 1970. nov. 25.– dec. 28.      | Riga              | 1. Viktor Korcsnoj 2. Vlagyimir Tukmakov 3. Leonyid Stejn                       |      | |
| 39   | 1971. szept. 15– okt. 17.     | Leningrád         | 1. Vlagyimir Szavon 2. Vaszilij Szmiszlov 3. Mihail Tal                         |      | |
| 40   | 1972. nov. 16– dec. 19.       | Baku              | 1. Mihail Tal 2. Vlagyimir Tukmakov 3. Gennagyij Kuzmin                         |      | |
| 41   | 1973. okt. 1–27.              | Moszkva           | 1. Borisz Szpasszkij 2. Anatolij Karpov 3. Tigran Petroszján                    |      | |
| 42   | 1974. nov. 30– dec. 23.       | Leningrád         | 1−2. Alekszandr Beljavszkij 1−2. Mihail Tal 3. Lev Polugajevszkij               |      | Mindkét versenyző bajnoki címet kapott. |
| 43   | 1975. nov. 28– dec. 22.       | Jereván           | 1. Tigran Petroszján 2. Oleg Romanyisin 3. Borisz Gulko                         |      | |
| 44   | 1976. nov. 26– dec. 24.       | Moszkva           | 1. Anatolij Karpov 2. Jurij Balasov 3. Tigran Petroszján                        |      | |
| 45   | 1977. nov. 28–dec. 22.        | Leningrád         | 1−2. Borisz Gulko 1−2. Joszif Dorfman 3. Lev Polugajevszkij                     |      | Az első két helyezett közötti rájátszás 3−3-as döntetlennel végződött.[6] Mindkét versenyző bajnoki címet kapott. |
| 46   | 1978. dec. 1–28.              | Tbiliszi          | 1−2. Vitalij Ceskovszkij 1−2. Mihail Tal 3. Lev Polugajevszkij                  |      | Mindkét versenyző bajnoki címet kapott. |
| 47   | 1979. nov. 29– dec. 27.       | Minszk            | 1. Jefim Geller 2. Artur Juszupov 3. Garri Kaszparov                            |      | |
| 48   | 1980. dec. 25– 1981. jan. 21. | Vilnius           | 1−2. Lev Pszahisz 1−2. Alekszandr Beljavszkij 3. Jurij Balasov                  |      | Mindkét versenyző bajnoki címet kapott. |
| 49   | 1981. nov. 27– dec. 22.       | Frunze            | 1−2. Garri Kaszparov 1−2. Lev Pszahisz 3. Oleg Romanyisin                       |      | Mindkét versenyző bajnoki címet kapott. |
| 50   | 1983. ápr. 2–28.              | Moszkva           | 1. Anatolij Karpov 2. Vlagyimir Tukmakov 3. Rafael Vaganjan                     |      | |
| 51   | 1984. ápr. 2–28.              | Lviv              | 1. Andrej Szokolov 2. Konsztantyin Lerner 3. Vjacseszlav Ejngorn                |      | |
| 52   | 1985. jan. 22– febr. 19.      | Riga              | 1. Mihail Gurevics 2. Viktor Gavrikov 3. Csernyin Alexander                     |      | Az élen hármas holtverseny alakult ki. A rájátszás sem döntött, a két első helyezett Sonneborn–Berger-pontértéke is azonos volt, köztük a sorrend a több győzelem alapján lett meghatározva.                                                          |
| 53   | 1986. febr. 4–28.             | Kijev             | 1. Vitalij Ceskovszkij 2. Volodimir Malanyuk 3. Vjacseszlav Ejngorn             |      | |
| 54   | 1987. márc. 4–29.             | Minszk            | 1. Alekszandr Beljavszkij 2. Valerij Szalov 3. Jaan Ehlvest                     |      | A rájátszásban Beljavszkij 3−1-re legyőzte Szalovot.[7] |
| 55   | 1988. júl. 25– aug. 19.       | Moszkva           | 1−2. Anatolij Karpov 1−2. Garri Kaszparov 3. Artur Juszupov                     |      | A bajnoki címet a kiírás szerint rájátszásnak kellett volna eldöntenie, erre azonban nem került sor. Mindkét versenyző bajnoknak lett kihirdetve. |
| 56   | 1989. szept. 22–okt. 16.      | Odessza           | 1. Rafael Vaganjan 2. Alekszandr Beljavszkij 3. Borisz Gelfand                  |      | |
| 57   | 1990. okt. 18– nov. 3.        | Leningrád         | 1. Alekszandr Beljavszkij 2. Leonyid Judaszin 3. Jevgenyij Barejev              |      | |
| 58   | 1–13 Nov 1991                 | Moszkva           | 1. Artashes Minasian 2. Elmar Magerramov 3. Vlagyimir Episin                    |      | 64 résztvevős svájci rendszerű verseny. |